# Katedrála Nanebevzetí Panny Marie (Kolobřeh)
Konkatedrální bazilika Nanebevzetí Panny Marie (polsky, německy), či jen Kolobřežská katedrála, je římskokatolická konkatedrála koszalinsko-kolobřežské diecéze (štětínsko-kamieńské církevní provincie). Gotická stavba z režného zdiva se nachází ve středu města Kolobřeh v Západopomořanském vojvodství v Polsku. Má zároveň statut farního kostela a od roku 1986 baziliky minor.

## Historie

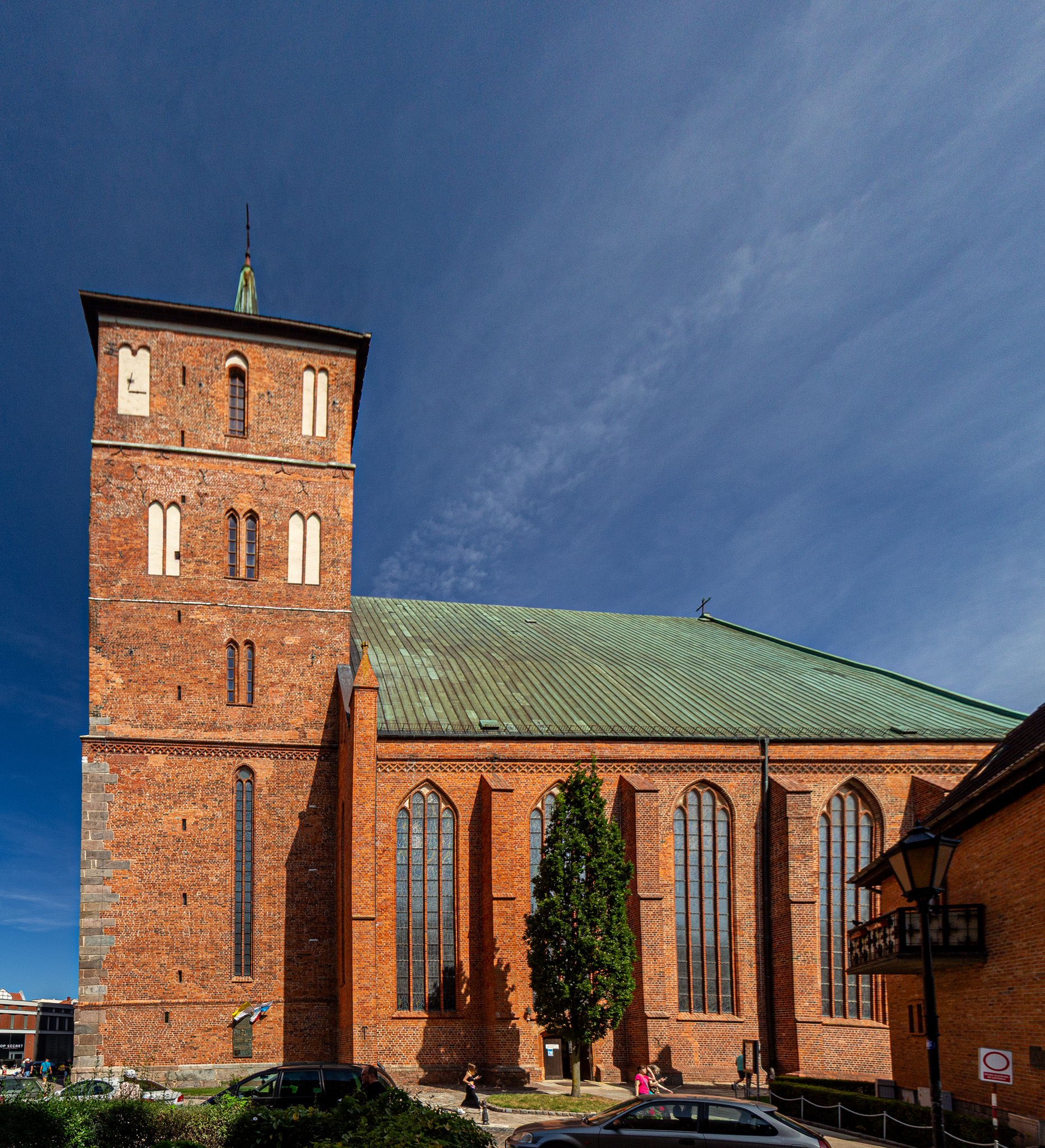
Boční pohled na katedrálu

Katedrála byla postavena ve 14. století v gotickém slohu, jako pětilodní stavba. 
Přesné datum zahájení výstavby kostela Panny Marie v Kolobřehu není známo. Předpokládá se, že hlavní kostel města byl postaven na samém počátku 14. století na místě, kde kdysi stával starobylý kostel zasvěcený svatému Mikuláši. 
První stavební fáze byla dokončena v roce 1321 a měla podobu trojlodního halového kostela. V témže roce zde byla sloužena první mše. Poté byl zvětšen chór a ve druhé polovině 14. století byly postaveny dvě boční lodě a nakonec věžové křídlo.  Tato výzdoba městského katolického kostela měla ukázat bohatství hanzovního města Kolbergu. 
Po vítězstvím reformace v Pomořansku v 16. století budova sloužila jako protestantský kostel. V bočních lodích byly vybudovány galerie, aby se vytvořilo více prostoru pro věřící. 
Na počátku 18. století kostel poznamenala řada různých pohrom - v letech 1758 až 1761 bylo město několikrát obléháno a bombardováno, navíc došlo k výbuchu střelného prachu v nedaleké věži a nakonec byl vážně poškozen požáry. Katedrála byla ve velmi špatném stavu: . Teprve na konci 19. století byla katedrála konečně rozsáhle zrekonstruována.
V březnu 1945, během bitvy o Kolobřeh v závěru druhé světové války, byl opevněný kostel důležitým bodem obrany města, byl však těžce poškozen sovětským dělostřelectvem. Celý kostel vyhořel a klenba hlavní lodi se zřítila. 
V 50. letech 20. století polorozbořenou budovu kostela využívalo Muzeum polských zbraní k vystavení děl, tanků a další vojenské techniky. V roce 1957 byl předán katolické církvi a byla zahájena rekonstrukce. Fotografie zničeného kostela a pozdější rekonstrukce jsou zobrazeny na velkém panelu v boční lodi. Vojenské muzeum poté získalo vlastní výstavní plochy poblíž městského kanálu. 

## Vstupní prostory

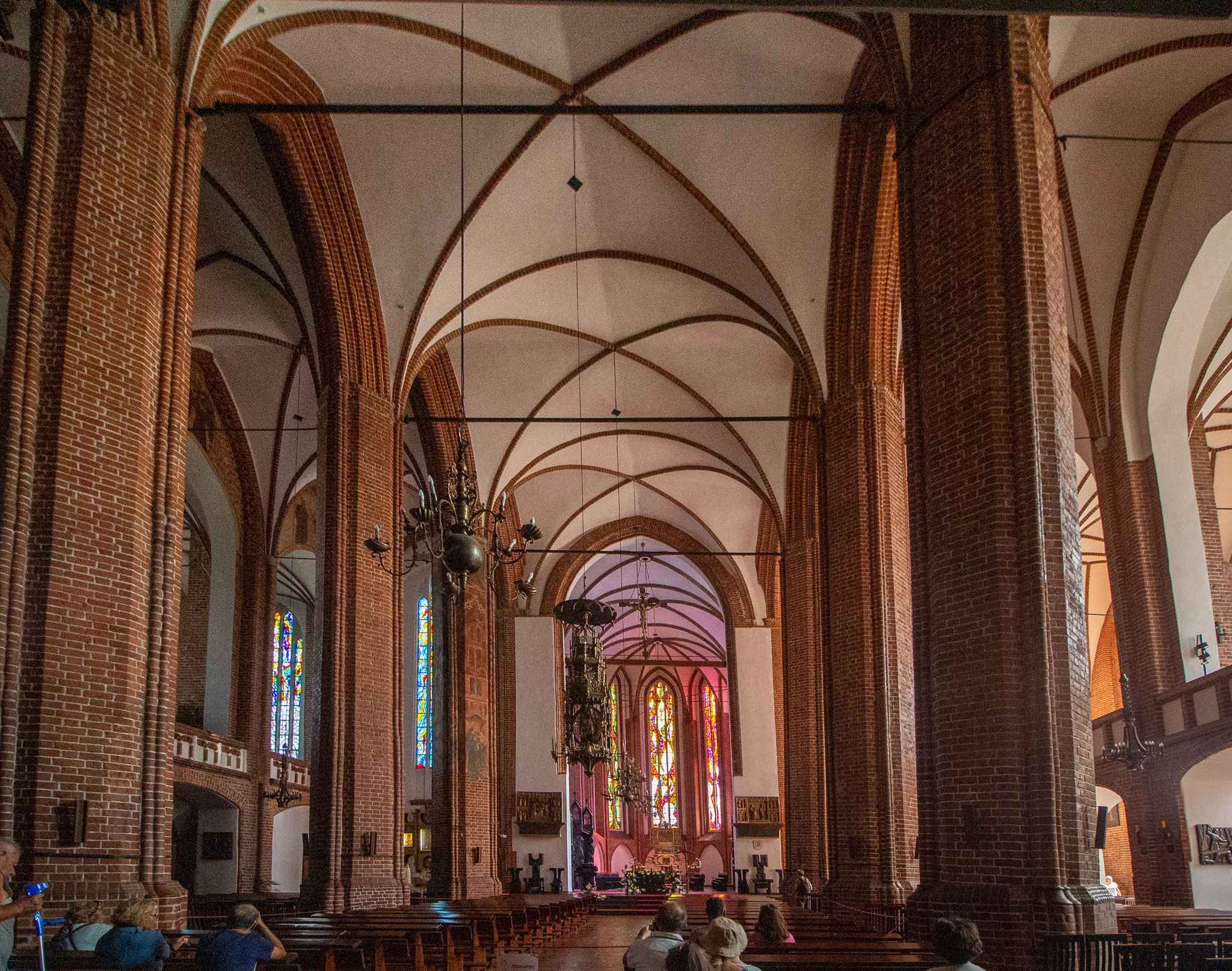
Interiér katedrály

Ve vstupní části baziliky se nacházejí pamětní desky připomínající důležité historické události a významné osoby spojené s katedrálou. Jsou zde pocty padlým polským vojákům i Janu Pavlu II., který v katedrále působil jako kardinál Wojtyła. Prezentována je řada dalších akcí, například hnutí Solidarita.

## Ostatní
V roce 2000 byl na ulici přímo před hlavním vchodem slavnostně odhalen památník. Sousoší čtyř postav zobrazuje krále Otu III., Boleslava Chrabrého a tehdejšího papeže Jana Pavla II. a jeho nástupce Benedikta XVI. Podstavec nese nápis Kołobrzeg 2000. Nad ústředními postavami se nachází oblouk s holubicí. Památník byl darován u příležitosti 1000. výročí založení hnězdenské arcidiecéze (Hnězdenský sjezd).